# Vígľaš
Vígľaš est un village de Slovaquie situé dans la région de Banská Bystrica.

## Histoire
Première mention écrite du village en 1393.

## Démographie

### Évolution de la population
| Année:               | 1994. | 2004.   | 2014.   | 2024.    |
| -------------------- | ----- | ------- | ------- | -------- |
| Nombre de personnes: | 1607  | 1663    | 1667    | 1477     |
| Différence:          |       | +3,48 % | +0,24 % | -11,39 % |

| Année:               | 2023. | 2024.   |
| -------------------- | ----- | ------- |
| Nombre de personnes: | 1501  | 1477    |
| Différence:          |       | -1,59 % |

## Transport
Vígľaš possède une gare sur la ligne de chemin de fer 160.